# Chlorophytum
Chlorophytum ist eine Pflanzengattung aus der Unterfamilie der Agavengewächse (Agavoideae) innerhalb der Familie der Spargelgewächse (Asparagaceae). Die 100 bis 190 Arten sind in der Paläotropis weitverbreitet.

## Beschreibung

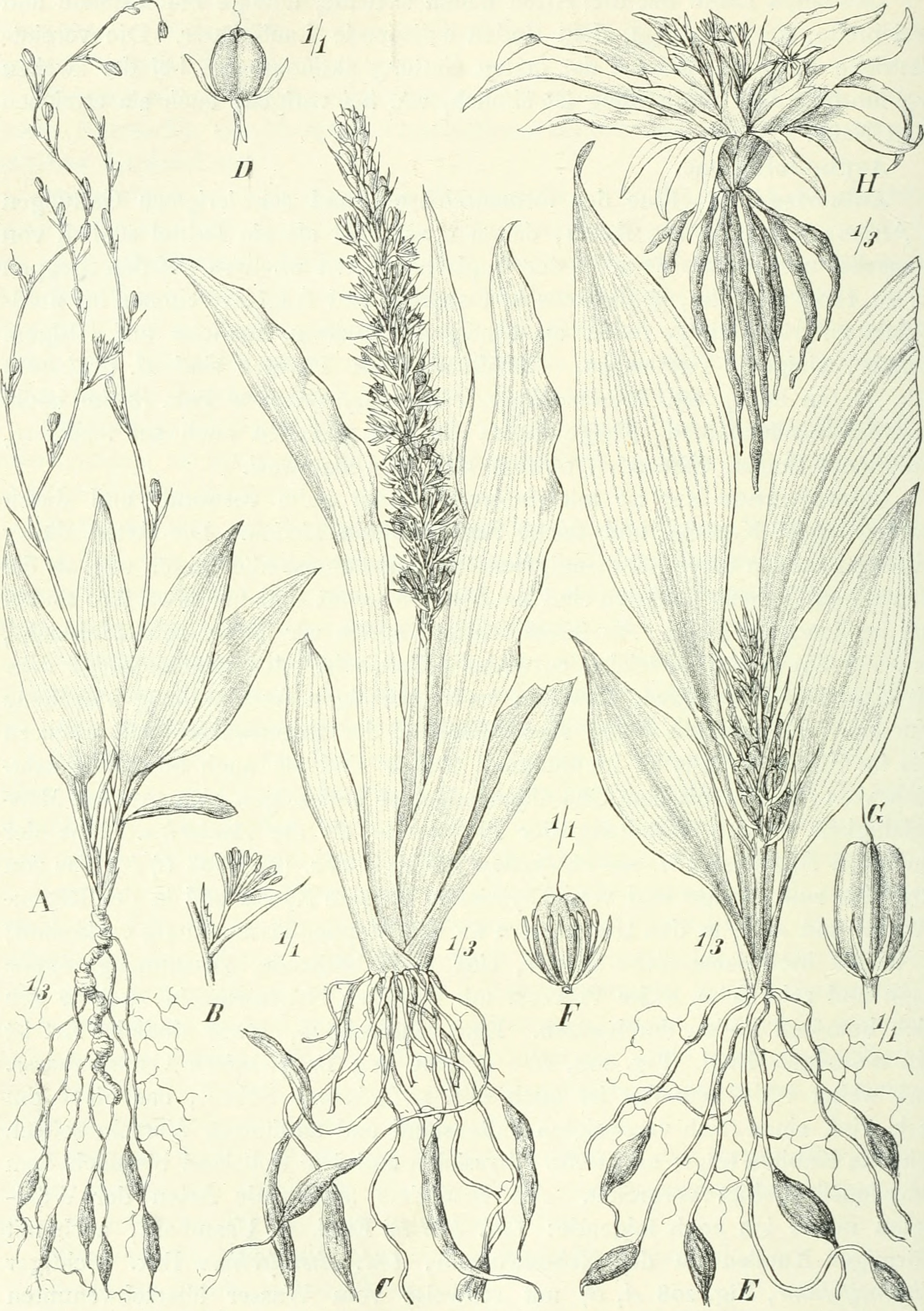
Illustration einiger Chlorophytum-Arten aus: Die Pflanzenwelt Afrikas, insbesondere seiner tropischen Gebiete – Grundzüge der Pflanzenverbreitung im Afrika und die Charakterpflanzen Afrikas, 1910

### Vegetative Merkmale
Die Chlorophytum-Arten wachsen als immergrüne oder laubabwerfende geophytische, ausdauernde, krautige Pflanzen. Ihre unterschiedlichen Wurzeln sind meist sukkulent oder gelegentlich knollig, mehr oder weniger dick oder fleischig. Die oft kurzen sowie unauffälligen, manchmal dicken sowie verlängerten, kriechenden Rhizome sind häufig mit alten Blattbasen bedeckt.
Die Laubblätter sind rosettig oder büschelig angeordnet; selten sind sie auf ein einzelnes Blatt reduziert oder sind fast zweizeilig angeordnet. Die eingefalteten Laubblätter sind gestielt oder sitzend und es sind Blattscheiden vorhanden. Die einfache, kahle bis behaarte Blattspreite ist flach und länglich bis linealisch oder elliptisch-lanzettlich. Der Blattrand ist häufig gefranst.

### Blütenstände und Blüten
Die end- oder seitenständigen Blütenstandsschaft sind mit Hochblättern besetzt. Die traubige oder rispige Blütenstände besitzen Tragblätter. Der Blütenstiel ist nahe seiner Mitte gegliedert.
Die zwittrigen Blüten sind radiärsymmetrisch und dreizählig. Die meist weiße, selten bis blaue Blütenhülle ist sternförmig, selten urnenförmig oder glockig. Die sechs freien länglichen Perigonblätter verbleiben vertrocknet, die Mittelrippe wird dunkler. Die äußeren Perigonblätter sind schmaler als die inneren Perigonblätter. Die sechs Staubblätter sind an der Basis der Blütenhüllblätter inseriert. Die fadenförmigen, meist nahe ihrer Mitte verbreitete Staubfäden sind kahl oder warzig. Die Staubbeutel fast basifix und intrors. Drei Fruchtblätter sind zu einem sitzenden oder kurz gestielten, dreikantigen, oberständigen Fruchtknoten verwachsen. Je Fruchtblatt sind ein bis mehrere Samenanlagen vorhanden. Die insgesamt 6 bis 30 sind im Fruchtknoten in zwei Reihen angeordnet. Der schlanke, stielrunde Griffel ist glatt und endet in einer relativ kleinen Narbe.

### Früchte und Samen
Die dreilappigen oder dreikantigen Kapselfrüchte öffnen sich lokulizid. Die glänzenden, schwarzen Samen sind flach und gerundet.

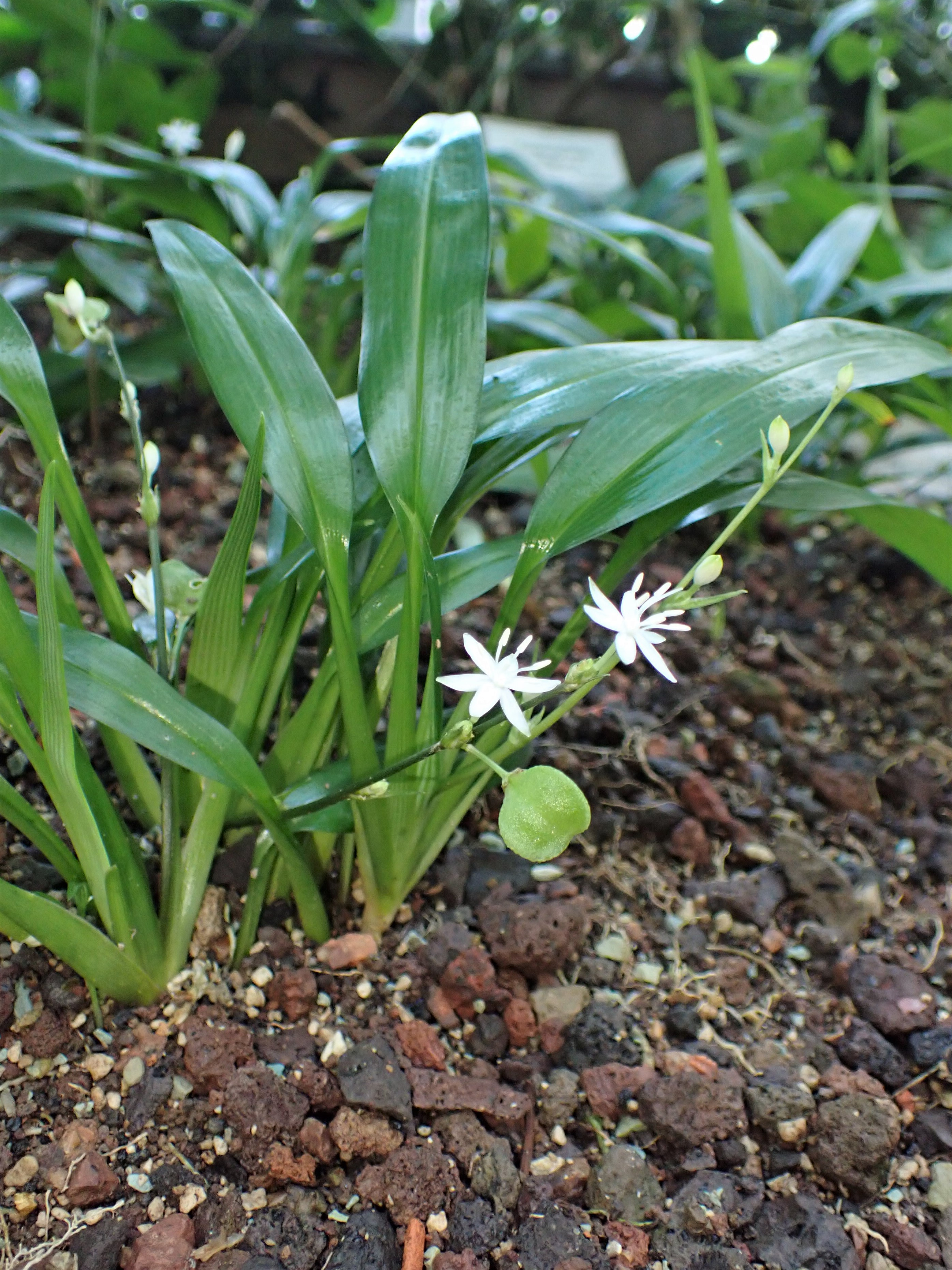
Chlorophytum alismifolium

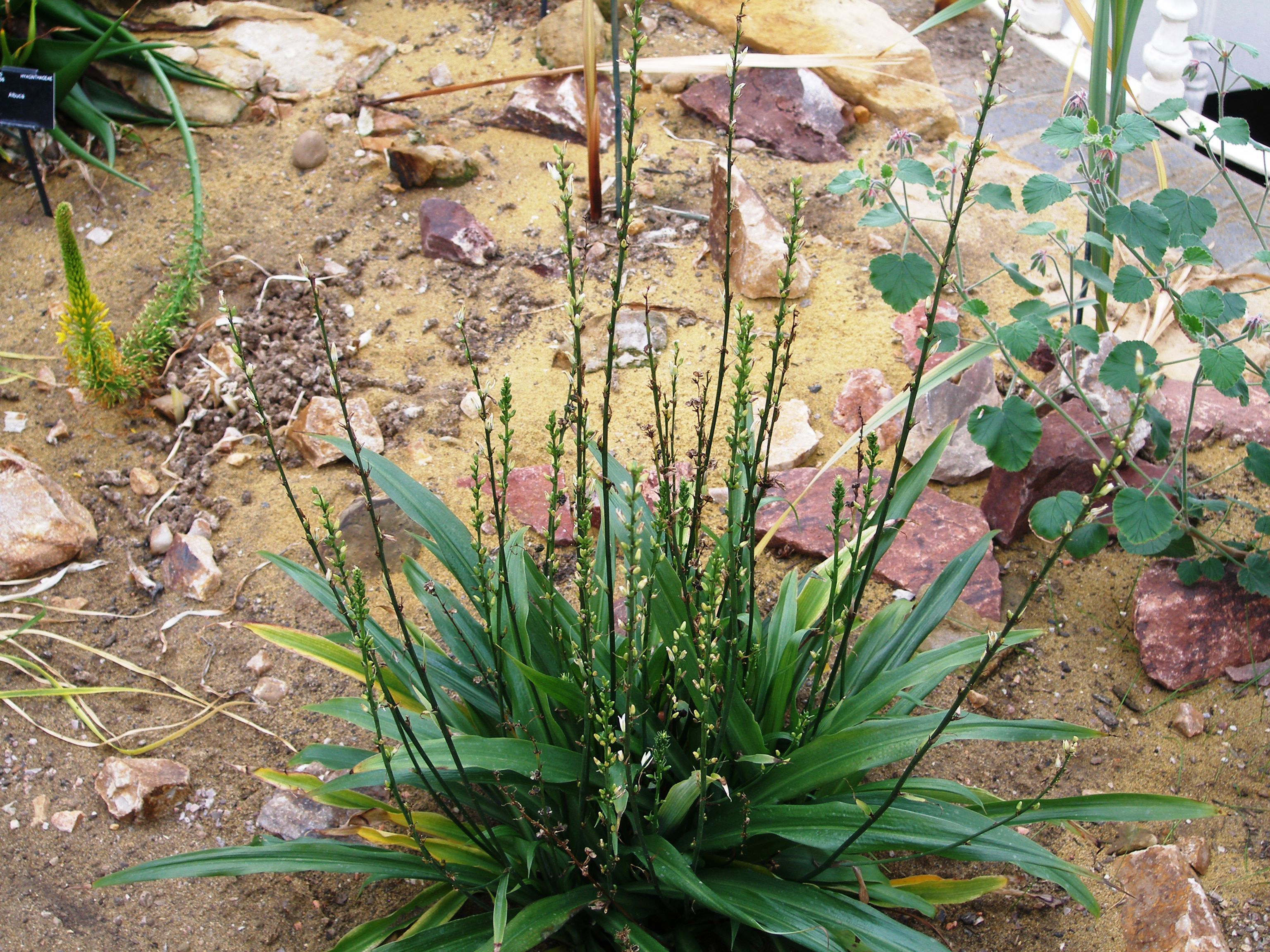
Chlorophytum bowkeri

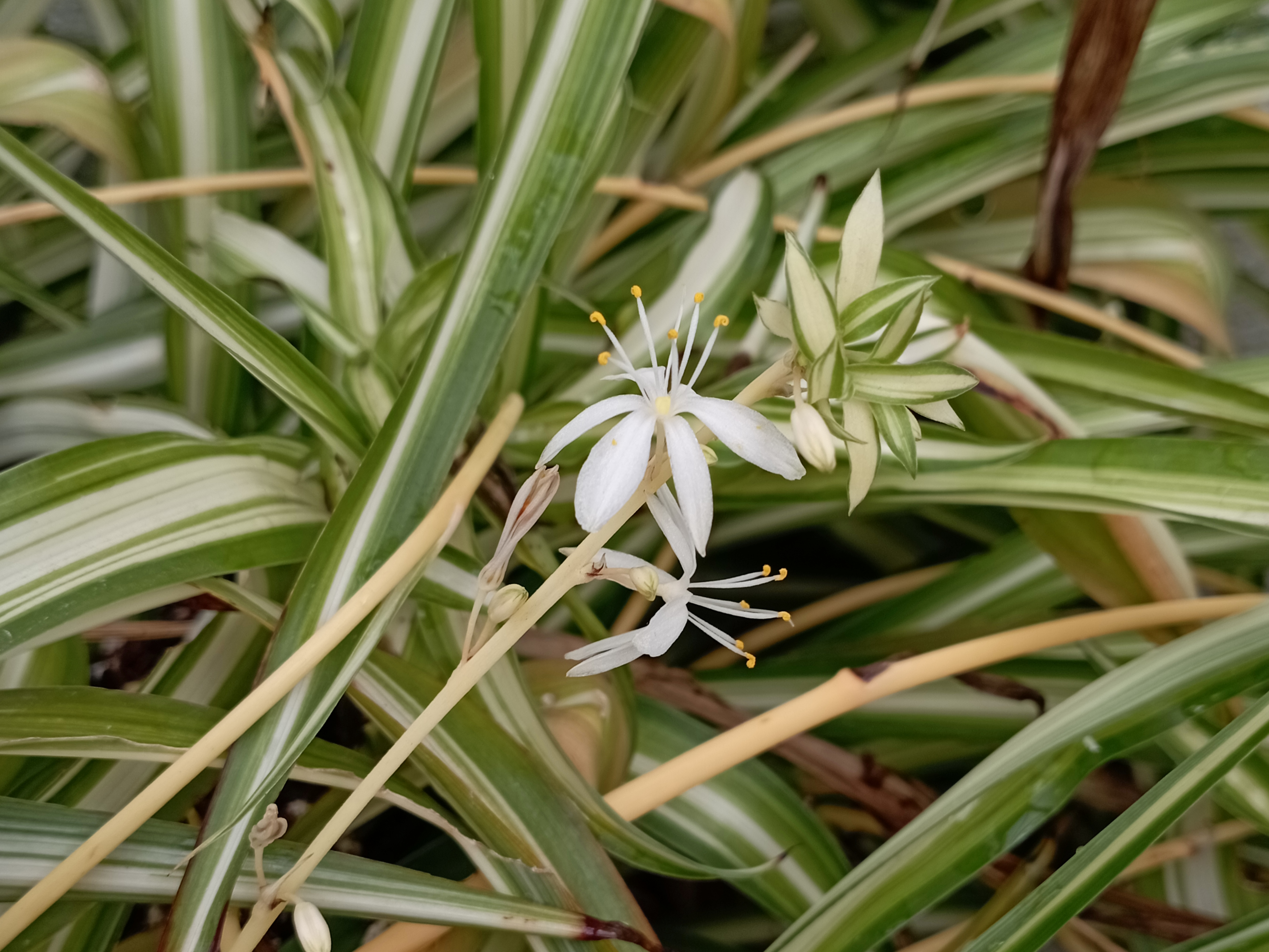
Grünlilie (Chlorophytum comosum)

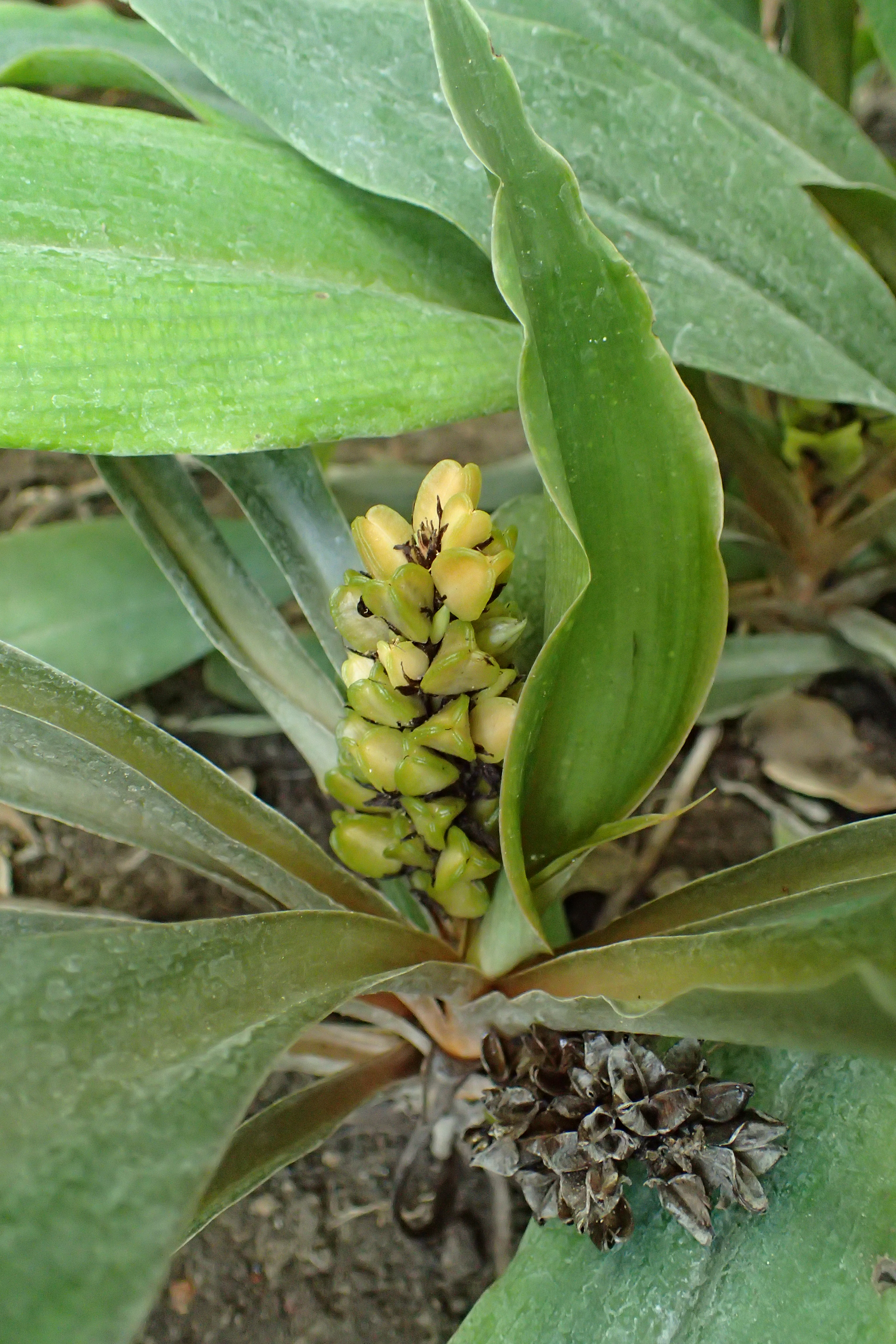
Chlorophytum filipendulum subsp. amaniense

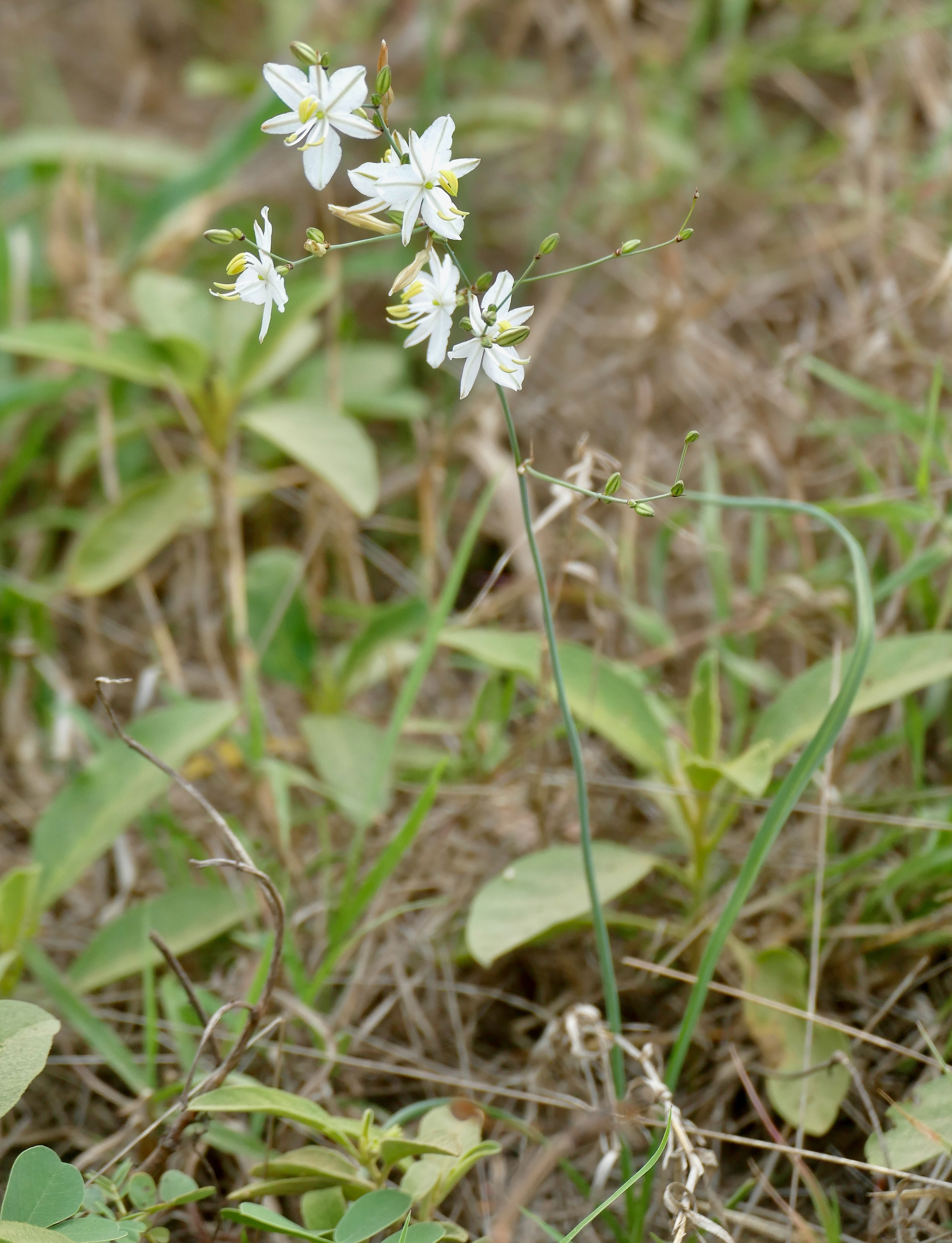
Chlorophytum galpinii

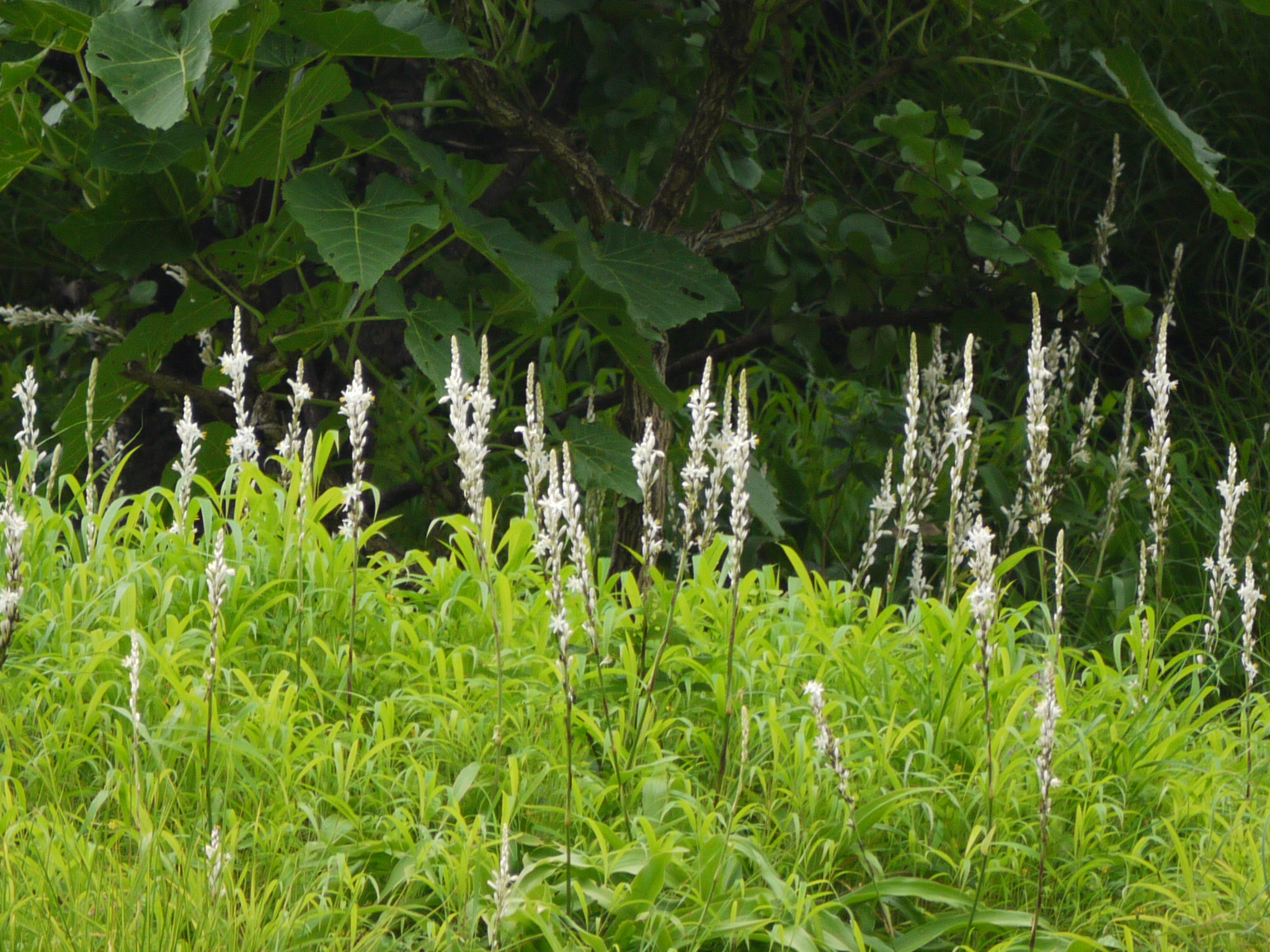
Chlorophytum glaucum

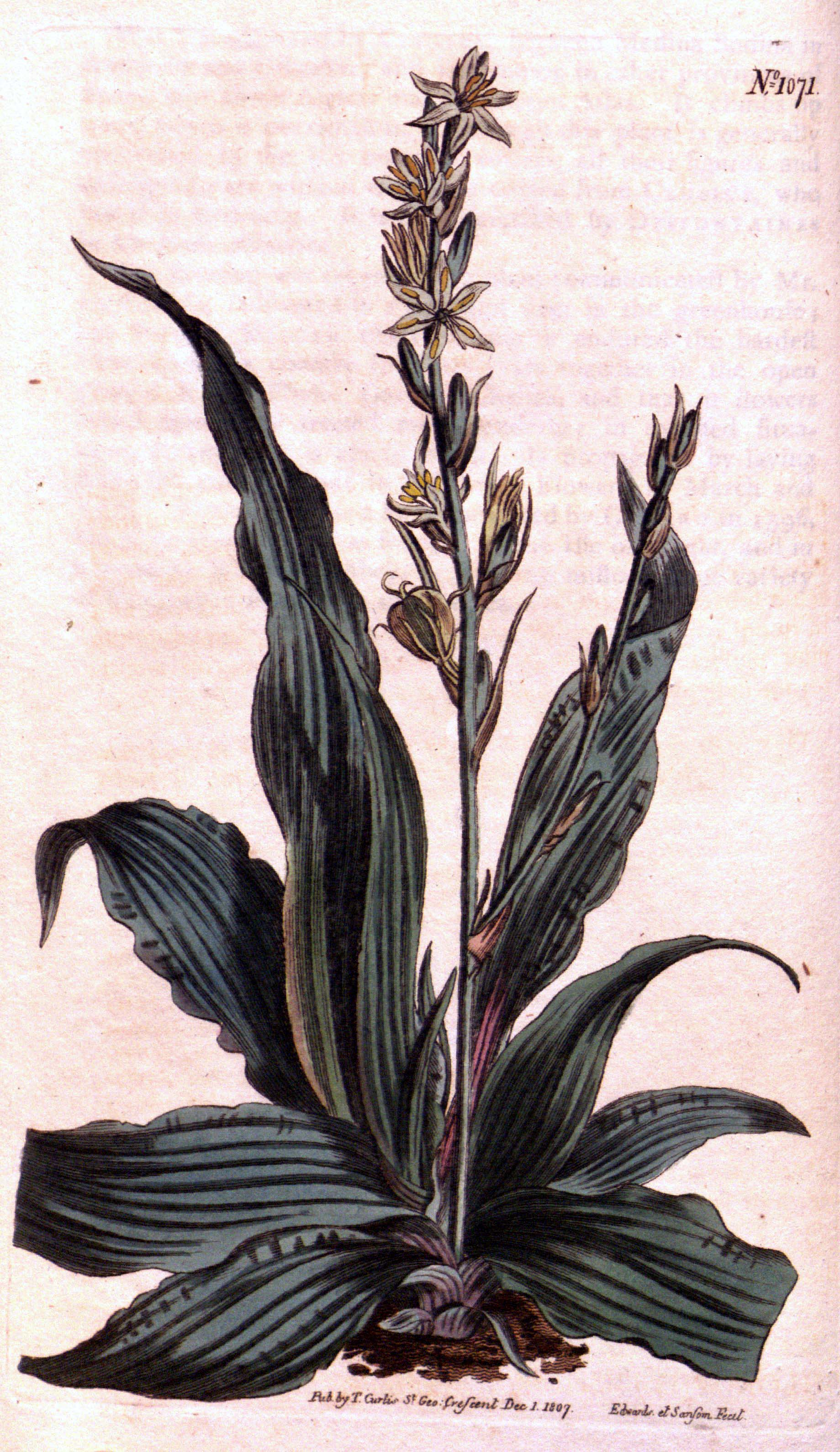
Illustration von Chlorophytum inornatum aus der Erstveröffentlichung: Curtis’s Botanical Magazine. Volume 27, 1807, Tafel 1071

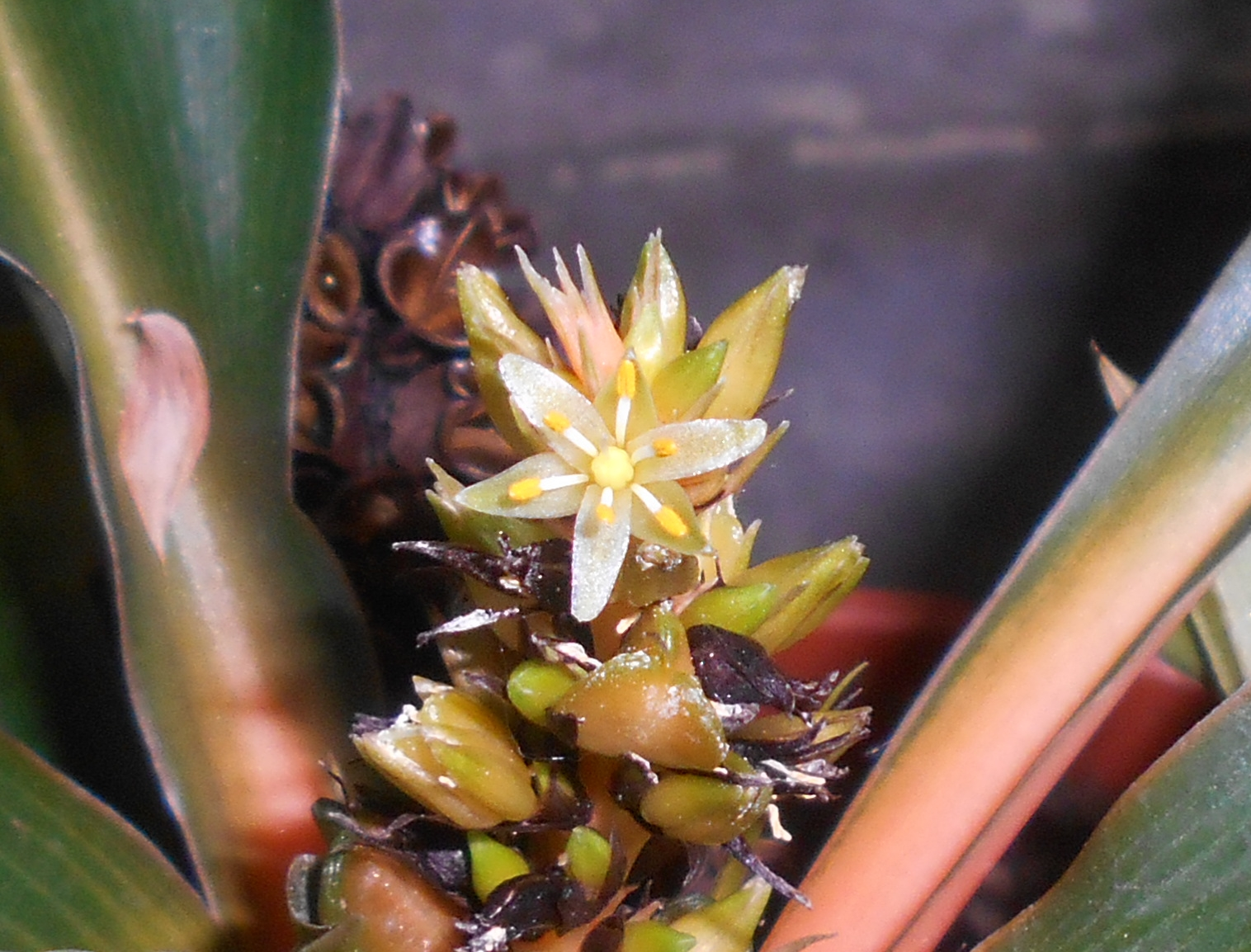
Chlorophytum orchidastrum

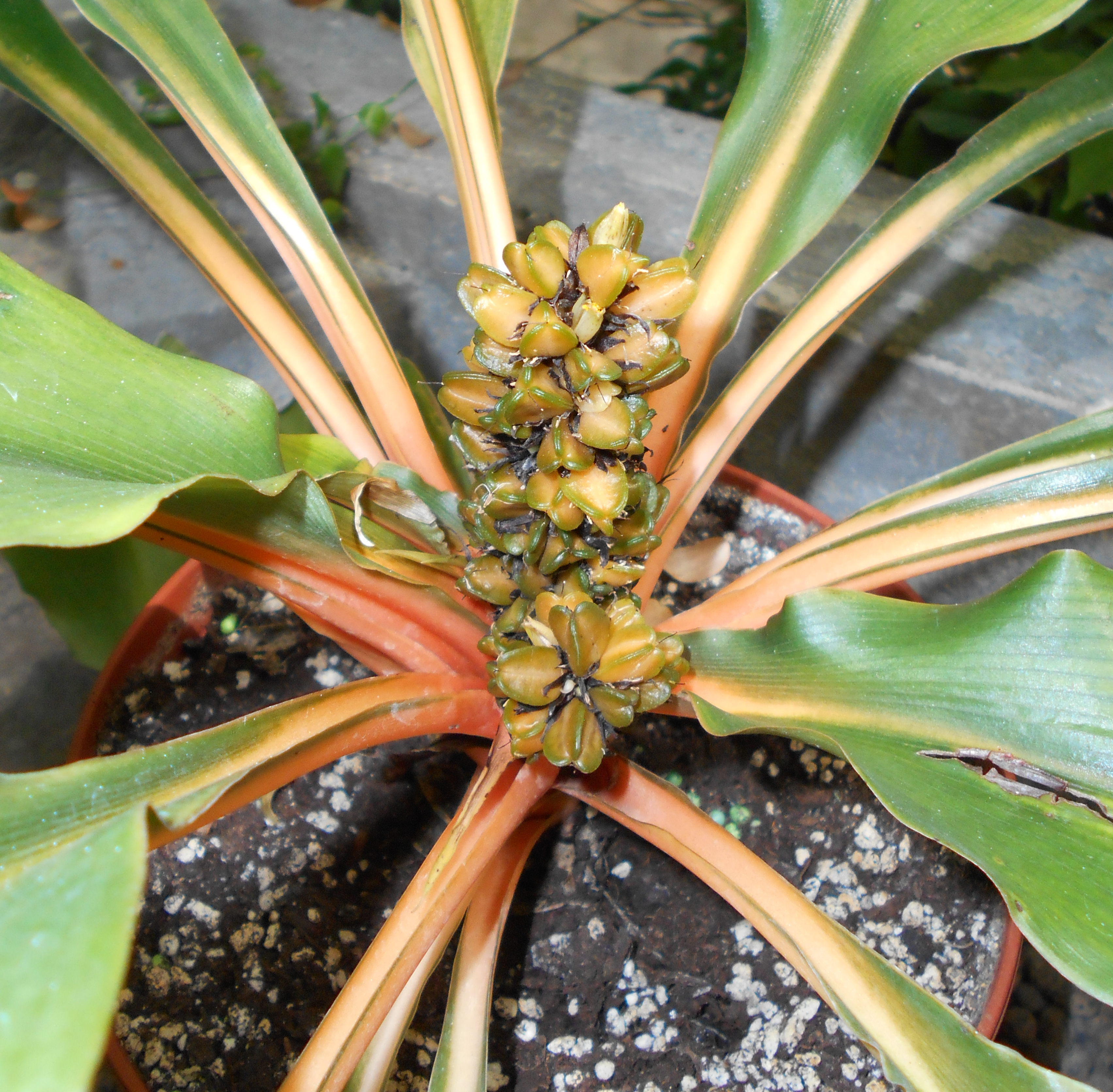
Chlorophytum orchidastrum, fruchtend

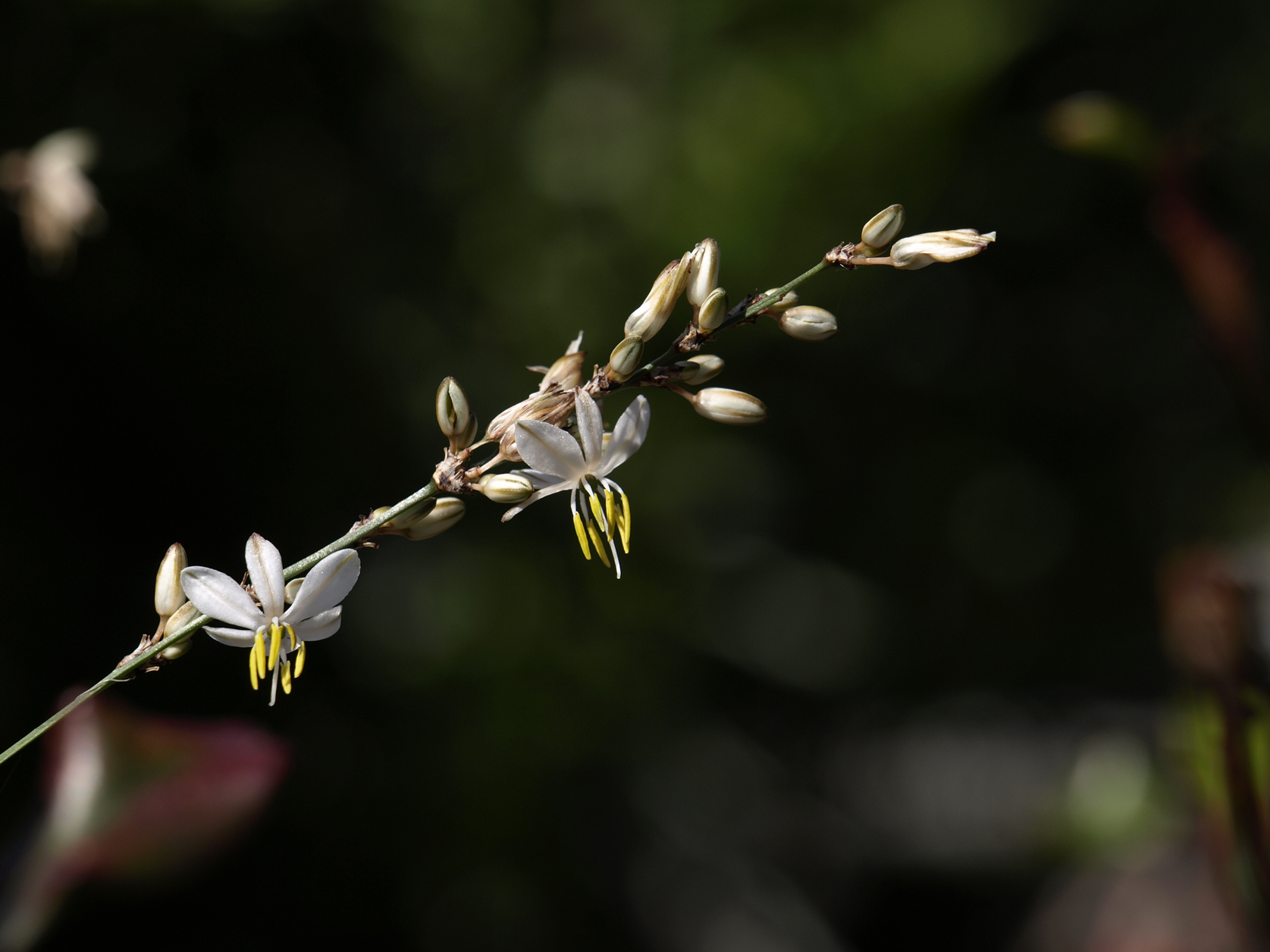
Blütenstand von Chlorophytum saundersiae

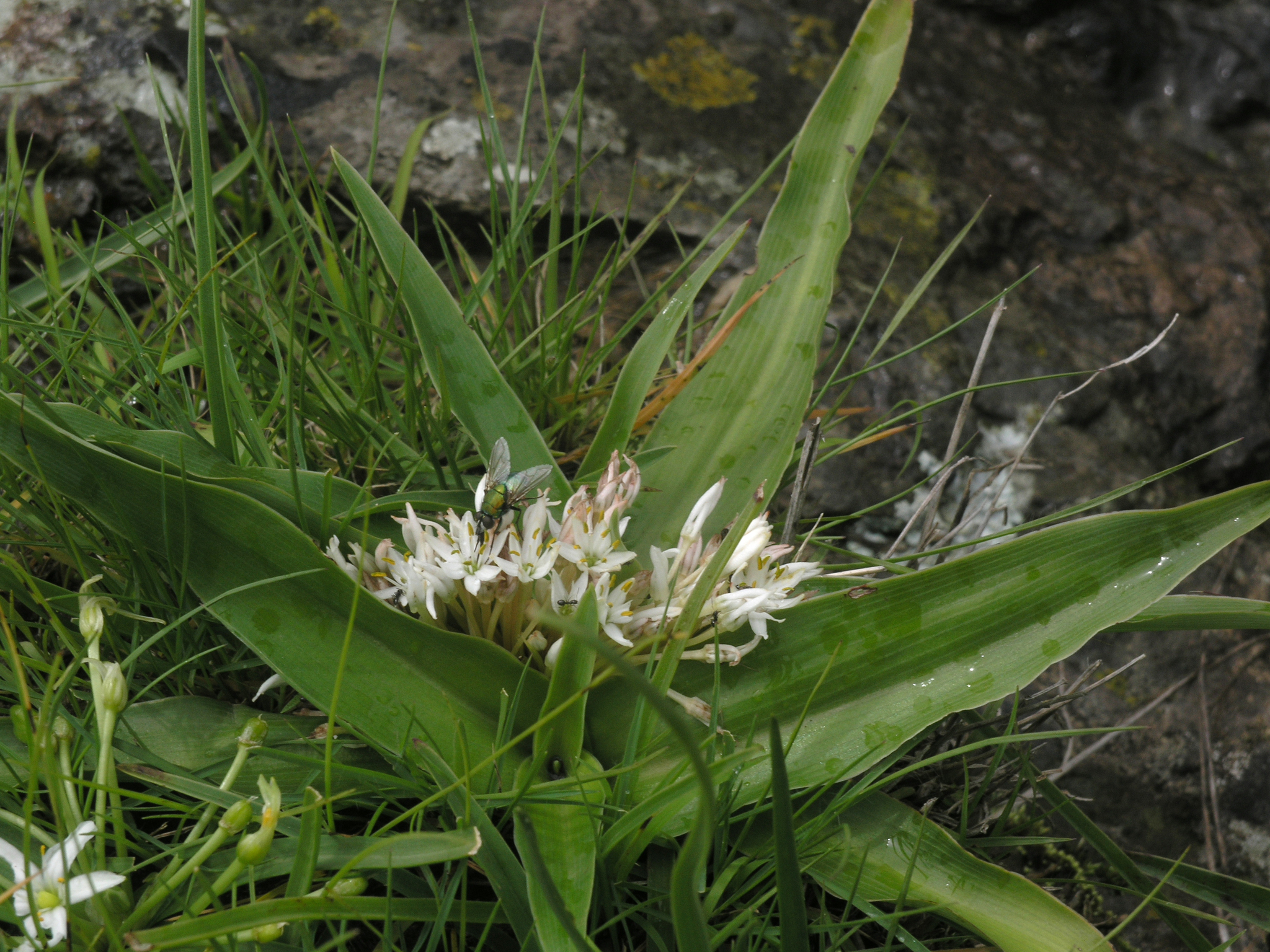
Chlorophytum tetraphyllum

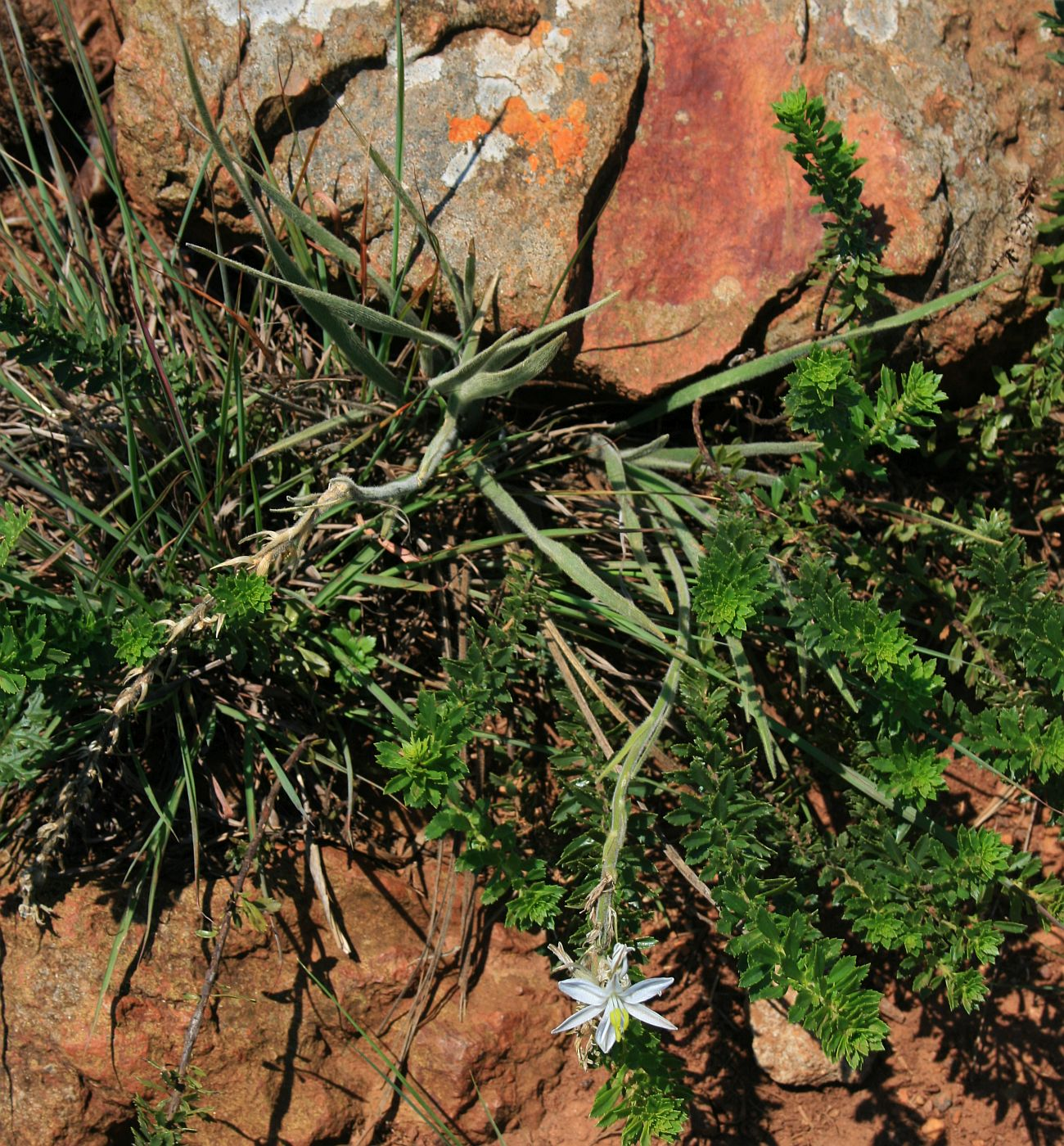
Chlorophytum transvaalense

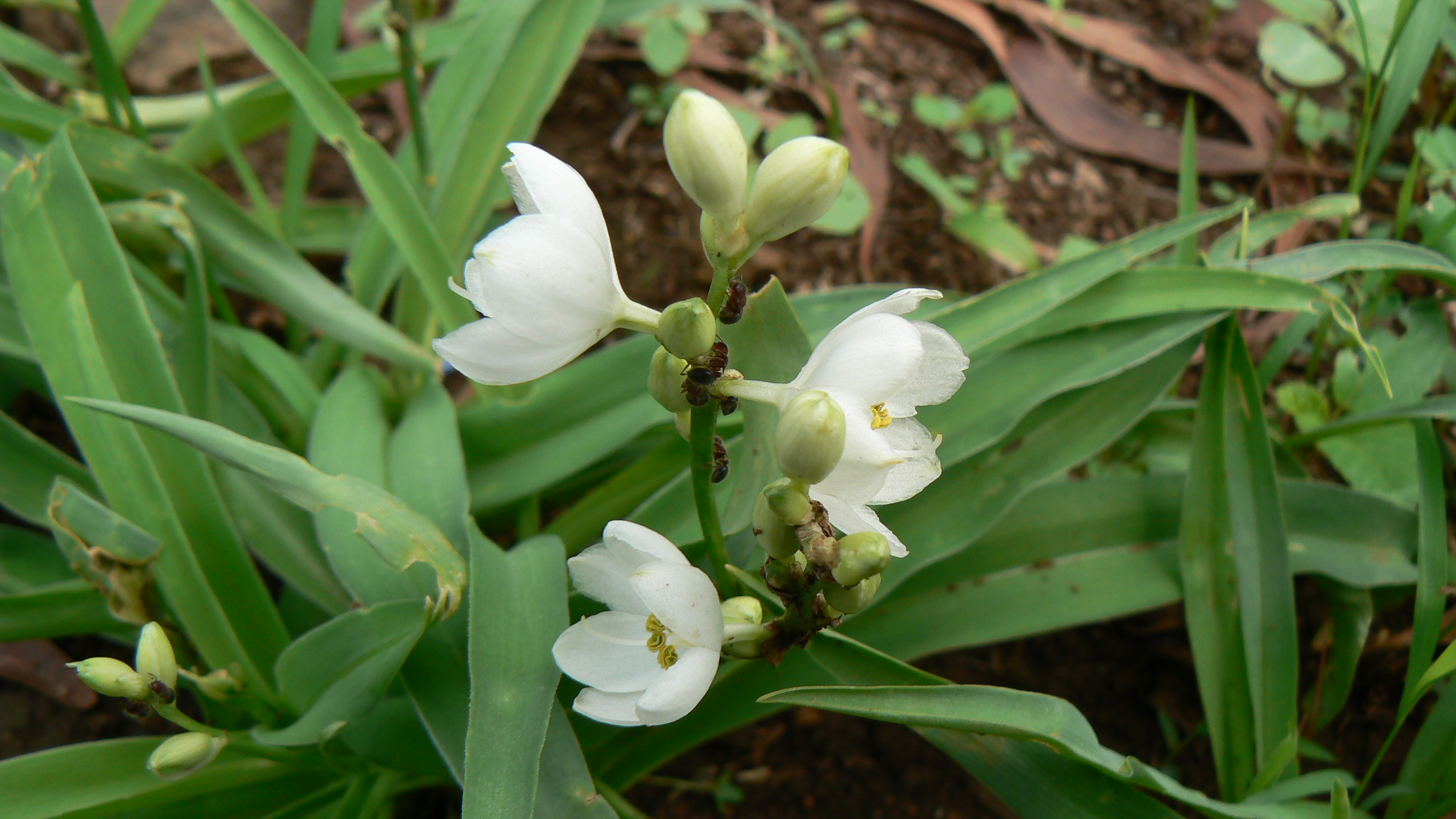
Chlorophytum tuberosum

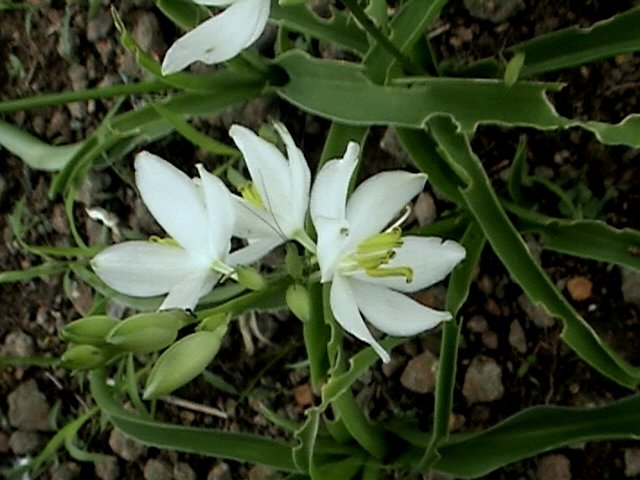
Ausschnitt eines Blütenstandes von Chlorophytum tuberosum

## Systematik und Verbreitung
Die Gattung Chlorophytum ist in Afrika, auf Madagaskar und in Asien in Wäldern, Savannen und der Karoo-Vegetation verbreitet.
Die Erstbeschreibung der Gattung Chlorophytum erfolgte 1807 durch John Bellenden Ker Gawler. Die Typusart der Gattung ist Chlorophytum inornatum. Der botanische Gattungsname Chlorophytum leitet sich von den griechischen Worten chloros für ‚gelblich grün‘ bzw. ‚hellgrün‘ sowie phyton für ‚Pflanze‘ ab und verweist auf die Färbung der Laubblätter einiger Taxa. Synonyme für Chlorophytum Ker Gawl. nom. cons. sind: Hartwegia Nees, Asphodelopsis Steud. ex Baker, Acrospira Welw. ex Baker nom. illeg., Dasystachys Baker nom. illeg., Debesia (Welw. ex Baker) Kuntze, Verdickia De Wild.
Die Gattung Chlorophytum umfasst folgende Arten:
- Chlorophytum acutum (C.H.Wright) Nordal: Sie kommt nur in Lesotho sowie in der südafrikanischen Provinz KwaZulu-Natal vor.[1][5]
- Chlorophytum affine Baker: Die etwa zwei Varietäten kommen in Afrika vor:
  - Chlorophytum affine Baker var. affine
  - Chlorophytum affine var. curviscapum (Poelln.) Hanid
- Chlorophytum africanum (Baker) Baker: Die etwa drei Varietäten von Äthiopien bis zum südlichen tropischen Afrika vor:[1]
  - Chlorophytum africanum (Baker) Baker var. africanum (Syn.: Chlorophytum densiflorum Engl.)[1]
  - Chlorophytum africanum var. nordalianum Meerts[1]
  - Chlorophytum africanum var. silvaticum (Dammer) Meerts (Syn.: Chlorophytum silvaticum Dammer): Sie kommt nur in der Demokratischen Republik Kongo sowie in Sambia vor.[1]
- Chlorophytum alismifolium Baker: Sie kommt im tropischen Afrika vor.[1]
- Chlorophytum alpinum Benth. ex Baker: Dieser Endemit kommt in Tasmanien vor.[1]
- Chlorophytum altum Engl. & K.Krause: Sie kommt in Kamerun und in Ghana vor.[1]
- Chlorophytum anceps (Baker) Kativu: Sie kommt von Simbabwe über Botswana bis ins nördliche Namibia vor.[1]
- Chlorophytum andongense Baker: Sie ist im tropischen Afrika verbreitet.[1]
- Chlorophytum angulicaule (Baker) Kativu: Sie kommt im südlichen Afrika in Swasiland und in den südafrikanischen Provinzen Ostkap, Free State, KwaZulu-Natal, Limpopo, Mpumalanga sowie North West vor.[1][5]
- Chlorophytum angustiracemosum Poelln.: Sie kommt nur in Tansania vor.[1]
- Chlorophytum angustissimum (Poelln.) Nordal: Sie kommt von Nigeria bis Tansania vor.[1]
- Chlorophytum ankarense H.Perrier: Sie kommt in Madagaskar vor.[1]
- Chlorophytum appendiculatum H.Perrier: Sie kommt in Madagaskar vor.[1]
- Chlorophytum applanatum Nordal & Thulin: Sie kommt nur in Somalia vor.[1]
- Chlorophytum arcuatoramosum R.B.Drumm.: Sie kommt in der Demokratischen Republik Kongo vor.[1]
- Chlorophytum aridum Oberm.: Sie kommt im südlichen Afrika vor.[1]
- Chlorophytum arundinaceum Baker: Sie kommt von Nepal bis Myanmar vor.[1]
- Chlorophytum asperum J.C.Manning: Sie kommt in Südafrika vor.[1]
- Chlorophytum assamicum D.Borah & A.P.Das: Sie wurde 2019 aus Assam erstbeschrieben.[1]
- Chlorophytum basitrichum Poelln.: Sie kommt nur in Tansania vor.[1]
- Chlorophytum baturense K.Krause: Sie kommt in Kamerun vor.[1]
- Chlorophytum belgaumense Chandore, Malpure, Adsul & S.R.Yadav: Sie kommt in Indien vor.[1]
- Chlorophytum benguellense (Baker) Meerts: Sie kommt nur in Angola vor.[1]
- Chlorophytum benuense Engl. & K.Krause: Sie kommt in Kamerun vor.[1]
- Chlorophytum bharuchae Ansari, Sundararagh. & Hemadri: Sie kommt in Indien vor.[1]
- Chlorophytum bifolium Dammer: Sie kommt von Äthiopien bis Kenia vor.[1]
- Chlorophytum blepharophyllum Schweinf. ex Baker: Die etwa vier Varietäten kommen im tropischen Afrika vor:[1]
  - Chlorophytum blepharophyllum var. amplexicaule (Baker) Meerts (Syn.: Chlorophytum amplexicaule Baker)
  - Chlorophytum blepharophyllum Schweinf. ex Baker subsp. blepharophyllum
  - Chlorophytum blepharophyllum subsp. pendulum Hoell & Nordal
  - Chlorophytum blepharophyllum subsp. rubropygmaeum Bjorå & Nordal
- Chlorophytum boomense Kativu: Sie kommt nur in Namibia vor.[1]
- Chlorophytum borivilianum Santapau & R.R.Fern.: Sie kommt im westlichen Indien vor.[1]
- Chlorophytum bowkeri Baker: Sie kommt im tropischen und im südlichen Afrika vor.[1]
- Chlorophytum brachystachyum Baker: Sie kommt vom tropischen Afrika bis Botswana vor.[1]
- Chlorophytum bracteatum Hua: Sie kommt in Nigeria, in der Zentralafrikanischen Republik und in der Demokratischen Republik Kongo vor.[1]
- Chlorophytum brevipedunculatum Poelln.: Sie kommt in Kamerun vor.[1]
- Chlorophytum breviscapum Dalzell: Sie kommt im südlichen Indien vor.[1]
- Chlorophytum bulbinifolium Hoell & Nordal: Dieser Endemit kommt nur im nördlichen Sambia vor.[1]
- Chlorophytum burundiense Meerts: Sie kommt in Burundi, in der Demokratischen Republik Kongo und im südwestlichen Tansania vor.[1]
- Chlorophytum calyptrocarpum (Baker) Kativu: Sie kommt von der südlichen Demokratischen Republik Kongo bis Namibia vor.[1]
- Chlorophytum cameronii (Baker) Kativu: Die etwa drei Varietäten kommen im tropischen Afrika vor:[1]
  - Chlorophytum cameronii (Baker) Kativu var. cameronii
  - Chlorophytum cameronii var. grantii (Baker) Nordal
  - Chlorophytum cameronii var. purpuratum (Rendle) Govaerts
- Chlorophytum camporum Engl. & K.Krause: Sie kommt in Kamerun vor.[1]
- Chlorophytum capense (L.) Voss: Sie kommt nur in der südafrikanischen Provinz Ostkap vor.[5]
- Chlorophytum caudatibracteatum Engl. & K.Krause: Sie kommt nur in Kamerun vor.[1]
- Chlorophytum caulescens (Baker) Marais & Reilly: Sie kommt in Guinea, Burkina Faso und Nigeria vor.[1]
- Chlorophytum chelindaense Kativu & Nordal: Sie kommt nur in Malawi vor.[1]
- Chlorophytum chevalieri Poelln.: Sie kommt in der Zentralafrikanischen Republik vor.[1]
- Chlorophytum chinense Bureau & Franch.: Sie gedeiht an Waldrändern, Grashängen und Ufern von Fließgewässern in Höhenlagen von 2600 bis 3000 Metern nur in den chinesischen Provinzen südwestlichen Sichuan sowie nordwestlichen Yunnan.[2]
- Chlorophytum chloranthum Baker: Sie kommt in Madagaskar vor.[1]
- Chlorophytum clarae Bjorå & Nordal: Sie kommt vom südwestlichen Tansania bis zum nördlichen Sambia vor.[1]
- Chlorophytum collinum (Poelln.) Nordal: Sie kommt nur in Tansania vor.[1]
- Chlorophytum colubrinum (Baker) Engl.: Die etwa zwei Varietäten kommen von Tansania bis Angola vor:[1]
  - Chlorophytum colubrinum (Baker) Engl. var. colubrinum
  - Chlorophytum colubrinum var. upembense Meerts
- Grünlilie (Chlorophytum comosum (Thunb.) Jacques): Sie kommt ursprünglich vom tropischen Westafrika bis Kamerun und von Äthiopien bis ins südliche Afrika vor.[1]
- Chlorophytum cooperi (Baker) Nordal: Sie kommt im südlichen Afrika vor.[1]
- Chlorophytum cordifolium De Wild.: Sie kommt in der Demokratischen Republik Kongo vor.[1]
- Chlorophytum crassinerve (Baker) Oberm.: Dieser Endemit kommt nur in der südafrikanischen Provinz Nordkap vor.[5]
- Chlorophytum cremnophilum van Jaarsv.: Dieser seltene Endemit kommt nur in Kouga, Gamtoos sowie Tal des Groot river in der Nähe von Patensie  im  in der südafrikanischen Provinz Ostkap vor. An wenigen Standorten in zahlreichen Exemplaren.[5]
- Chlorophytum crispum (Thunb.) Baker: Sie kommt nur in der Capense in den südafrikanischen Provinz Nord- sowie Westkap vor.[5]
- Chlorophytum cyperaceum (Kies) Nordal: Sie kommt in Südafrika nur in Limpopo und Mpumalanga Highveld vom Wolkberg sowie Waterberg bis Middelburg sowie Lydenburg vor.[5]
- Chlorophytum dalzielii (Hutch. ex Hepper) Nordal: Sie kommt nur in Nigeria vor.[1]
- Chlorophytum debile Baker: Sie kommt vom westlichen tropischen Afrika bis Sambia vor.[1]
- Chlorophytum decaryanum H.Perrier: Sie kommt in Madagaskar vor.[1]
- Chlorophytum decipiens Baker: Sie kommt in Madagaskar vor.[1]
- Chlorophytum dianellifolium (Baker) H.Perrier: Sie kommt in Madagaskar vor.[1]
- Chlorophytum distichum H.Perrier: Sie kommt in Madagaskar vor.[1]
- Chlorophytum diwanjii Mujaffar, A.P.Tiwari & Chandore: Sie wurde 2017 aus Indien erstbeschrieben.[1]
- Chlorophytum dolichocarpum Tamura: Sie kommt in Thailand vor.[1]
- Chlorophytum ducis-aprutii Chiov.: Sie kommt in Eritrea, Äthiopien und in Kenia vor.[1]
- Chlorophytum fasciculatum (Baker) Kativu: Sie kommt im südlichen tropischen und im südlichen Afrika[5] vor.[1]
- Chlorophytum fernandesii (Poelln.) Meerts: Sie kommt nur in Angola vor.[1]
- Chlorophytum filifolium Nordal & Thulin: Sie kommt in Somalia und auf Sokotra vor.[1]
- Chlorophytum filipendulum Baker: Es gibt etwa zwei Unterarten:[1]
  - Chlorophytum filipendulum Baker subsp. filipendulum: Sie ist im tropischen Afrika weitverbreitet.[1]
  - Chlorophytum filipendulum subsp. amaniense (Engl.) Nordal & A.D.Poulsen: Sie kommt nur im südöstlichen Kenia sowie östlichen Tansania inklusive Sansibar vor.[1]
- Chlorophytum fischeri (Baker) Baker: Sie kommt von Tansania bis Sambia vor.[1]
- Chlorophytum gallabatense Schweinf. ex Baker: Sie kommt vom tropischen Afrika bis Namibia vor.[1] Es gibt etwa drei Varietäten:[1]
  - Chlorophytum gallabatense var. floribundum (Baker) Meerts (Syn.: Chlorophytum puberulum Engl.)[1]
  - Chlorophytum gallabatense Schweinf. ex Baker var. gallabatense
  - Chlorophytum gallabatense var. micranthum (Baker) Meerts (Syn.: Chlorophytum micranthum Baker)
- Chlorophytum galpinii (Baker) Kativu: Es gibt etwa drei Varietäten:[1]
  - Chlorophytum galpinii (Baker) Kativu var. galpinii: Sie kommt im südlichen Afrika von Mosambik, Simbabwe über Botswana sowie Swaziland bis zu den nördlichen südafrikanischen Provinzen KwaZulu-Natal, Limpopo, Mpumalanga sowie North West vor.[1][5]
  - Chlorophytum galpinii var. matabelense (Baker) Kativu: Sie kommt von Sambia über Simbabwe bis zu den südafrikanischen Provinzen Gauteng sowie Limpopo vor.[1][5]
  - Chlorophytum galpinii var. norlindhii (Weim.) Kativu: Sie kommt von Angola über den Caprivizipfel, Malawi und der Demokratischen Republik Kongo über Sambia sowie Simbabwe bis Limpopo vor.[1][5]
- Chlorophytum geayanum (H.Perrier) Marais & Reilly: Sie kommt in Madagaskar vor.[1]
- Chlorophytum geophilum Peter ex Poelln.: Sie ist im tropischen Afrika verbreitet.[1]
- Chlorophytum glaucoides Blatt.: Dieser Endemit kommt nur im indischen Maharashtra vor.[1]
- Chlorophytum glaucum Dalzell: Sie kommt nur im südlichen Indien vor.[1]
- Chlorophytum goetzei Engl.: Sie kommt nur im westlichen bis südwestlichen Tansania vor.[1]
- Chlorophytum gothanense Malpure & S.R.Yadav: Sie wurde 2009 erstbeschrieben. Dieser Endemit kommt nur im indischen Maharashtra vor.[1]
- Chlorophytum gracile Baker: Sie kommt in Madagaskar vor.[1]
- Chlorophytum graminifolium (Willd.) Kunth: Sie kommt nur in der südafrikanischen Provinzen Nord- sowie Westkap vom Namaqualand, der westlichen Karoo bis Somerset West vor.[5]
- Chlorophytum graniticola Kativu: Dieser Endemit kommt nur im nordöstlichen Simbabwe vor.[1]
- Chlorophytum graniticum H.Perrier: Sie kommt in Madagaskar vor.[1]
- Chlorophytum graptophyllum (Baker) Marais & Reilly: Dieser Endemit kommt nur auf Socotra vor.[1]
- Chlorophytum haygarthii J.M.Wood & M.S.Evans: Sie kommt im südlichen Afrika von Swasiland bis zu den nördlichen südafrikanischen Provinzen KwaZulu-Natal sowie Mpumalanga vor.[1][5]
- Chlorophytum herrmannii Nordal & Sebsebe: Sie wurde 2005 aus dem Assosa-Gebiet im westlichen Äthiopien erstbeschrieben.[1]
- Chlorophytum heynei Baker: Sie kommt von Sri Lanka bis ins südlichen Indien vor.[1]
- Chlorophytum hiranense Nordal & Thulin: Sie kommt nur in Somalia vor.[1]
- Chlorophytum hirsutum A.D.Poulsen & Nordal: Sie kommt in Burundi, Uganda und im östlichen Teil der Demokratischen Republik Kongo vor.[1]
- Chlorophytum holstii Engl.: Sie kommt nur im südöstlichen Kenia sowie in Tansania vor.[1]
- Chlorophytum humbertianum H.Perrier: Sie kommt in Madagaskar vor.[1]
- Chlorophytum humifusum Cufod.: Sie kommt nur vom südlichen Äthiopien bis zum nördlichen Kenia vor.[1]
- Chlorophytum hypoxiforme (H.Perrier) Marais & Reilly: Sie kommt in Madagaskar vor.[1]
- Chlorophytum hysteranthum Kativu: Sie kommt im nordwestlichen Sambia und im südlichen Teil der Demokratischen Republik Kongo vor.[1]
- Chlorophytum immaculatum (Hepper) Nordal: Sie kommt im tropischen Westafrika vor.[1]
- Chlorophytum inconspicuum (Baker) Nordal: Sie kommt in Ostafrika in Äthiopien, Eritrea, Somalia, Jemen sowie nördlichen Kenia vor.[1]
- Chlorophytum indicum (Willd. ex Schult. & Schult. f.) Dress: Sie kommt im südwestlichen Indien vor.[1]
- Chlorophytum inornatum Ker Gawl.: Sie ist im westlichen bis westlichen-zentralen tropischen Afrika verbreitet.[1]
- Chlorophytum intermedium Craib: Sie kommt in Kambodscha sowie Thailand vor.[1]
- Chlorophytum kolhapurense Sardesai, S.P.Gaikwad & S.R.Yadav: Sie wurde 2006 aus dem westlichen Indien erstbeschrieben.[1]
- Chlorophytum krauseanum (Dinter) Kativu: Sie kommt in Namibia, Botswana[1] und in der südafrikanischen Provinz Nordkap vor.[5]
- Chlorophytum krookianum Zahlbr.: Sie kommt von Mosambik bis ins südliche Afrika vor.[1]
- Chlorophytum lancifolium Welw. ex Baker: Es gibt etwa drei Unterarten:
  - Chlorophytum lancifolium Welw. ex Baker subsp. lancifolium: Sie kommt von Uganda bis Angola vor.[1]
  - Chlorophytum lancifolium subsp. cordatum (Engl.) A.D.Poulsen & Nordal: Sie kommt vom südlichen Sudan bis in die nordöstliche Demokratische Republik Kongo vor.[1]
  - Chlorophytum lancifolium subsp. togoense (Engl.) A.D.Poulsen & Nordal: Sie kommt im tropischen Afrika vor.[1]
- Chlorophytum laxum R.Br.: Sie kommt in Sri Lanka, Indien, Myanmar, China, Thailand, Indonesien, Malaysia, im tropischen Afrika und in Australien vor.[2]
- Chlorophytum leptoneurum (C.H.Wright) Poelln.: Sie kommt von Tansania bis ins südliche tropische Afrika vor.[1] Mit den Varietäten:
  - Chlorophytum leptoneurum var. katangense (De Wild.) Meerts
  - Chlorophytum leptoneurum (C.H.Wright) Poelln. var. leptoneurum
- Chlorophytum lewisae Oberm.: Über diese Art ist wenig bekannt. Sie kommt von Springbok bis Roggeveld in der südafrikanischen Provinz Nordkap vor.[5]
- Chlorophytum limosum (Baker) Nordal: Sie kommt vom westlichen tropischen Afrika bis Angola vor.[1]
- Chlorophytum littorale Nordal & Thulin: Dieser Endemit kommt nur im südlichen Somalia vor.[1]
- Chlorophytum longifolium Schweinf. ex Baker: Es gibt seit 2012 etwa zwei Varietäten:[1]
  - Chlorophytum longifolium var. aureum (Engl.) Meerts (Syn.: Chlorophytum aureum Engl.): Sie kommt vom südlichen Sudan bis ins tropische Westafrika vor.[1]
  - Chlorophytum longifolium Schweinf. ex Baker var. longifolium: Sie kommt von Eritrea über das tropische Afrika bis Namibia vor.[1]
- Chlorophytum longiscapum Dammer: Sie kommt nur in Mosambik vor.[1]
- Chlorophytum longissimum Ridl.: Sie kommt im südlichen Thailand vor.[1]
- Chlorophytum macrophyllum (A.Rich.) Asch.: Sie kommt im tropischen Afrika vor.[1]
- Chlorophytum macrorrhizum Poelln.: Sie kommt von Tansania bis Angola vor.[1]
- Chlorophytum macrosporum Baker: Sie kommt von der südlichen Demokratischen Republik Kongo[1] bis ins südafrikanische KwaZulu-Natal sowie Limpopo[5] vor.
- Chlorophytum madagascariense Baker: Sie kommt in Madagaskar vor.[1]
- Chlorophytum malabaricum Baker: Sie kommt im südwestlichen Indien vor.[1]
- Chlorophytum malayense Ridl.: Sie kommt in Laos, Malaysia, Thailand, Vietnam, in Guangxi und im südlichen Yunnan in Höhenlagen von 400 bis 1500 Metern Meereshöhe vor.[2]
- Chlorophytum mamillatum Elden & Nordal: Sie wurde 2017 aus Äthiopien erstbeschrieben.[1]
- Chlorophytum minor Kativu: Sie kommt vom südwestlichen Tansania bis ins nördliche Sambia vor.[1]
- Chlorophytum modestum Baker: Sie kommt vielleicht nur[1] in den südafrikanischen Provinzen Ostkap sowie KwaZulu-Natal vor.[5]
- Chlorophytum molle (Baker) Meerts: Sie kommt in Angola vor.[1]
- Chlorophytum monophyllum Oberm.: Sie ist nur von der Typusaufsammlung ohne genaue Ortsangabe im Koue Bokkeveld in der südafrikanischen Provinz Westkap aus dem Jahr 1954 bekannt. Die vermuteten Standorte liegen in einer Ebene, die stark landwirtschaftlich genutzt wird, daher könnte sie gefährdet oder schon ausgestorben sein.[5]
- Chlorophytum namaquense Schltr. ex Poelln.: Sie kommt nur in der südafrikanischen Provinz Nordkap vor.[5]
- Chlorophytum namorokense H.Perrier: Sie kommt in Madagaskar vor.[1]
- Chlorophytum nepalense (Lindl.) Baker: Sie gedeiht vom nordöstlichen Indien über Nepal, Sikkim, Bhutan sowie Myanmar bis Tibet und den chinesischen Guizhou, Sichuan sowie Yunnan.[2]
- Chlorophytum nervatum (C.H.Wright) Poelln.: Sie kommt nur in Simbabwe vor.[1]
- Chlorophytum nervosum Nordal & Thulin: Sie kommt im nördlichen Somalia und im nördlichen Jemen vor.[1]
- Chlorophytum nidulans (Baker) Brenan: Sie kommt vom nördlichen Sambia bis ins nordwestliche Mosambik vor.[1]
- Chlorophytum nimmonii Dalzell: Sie kommt im südlichen Indien vor.[1]
- Chlorophytum nubicum (Baker) Kativu: Sie kommt im tropischen Afrika vor.[1]
- Chlorophytum nyasae (Rendle) Kativu: Sie kommt von Tansania bis Sambia vor.[1]
- Chlorophytum nzii A.Chev. ex Hepper: Sie kommt von Mali bis zur Elfenbeinküste vor.[1]
- Chlorophytum occultum A.D.Poulsen & Nordal: Sie kommt vom westlich-zentralen tropischen Afrika bis ins westliche Uganda vor.[1]
- Chlorophytum orchidastrum Lindl.: Sie kommt vom westlichen tropischen Afrika bis Sambia vor.[1]
- Chlorophytum orchideum (Welw. ex Baker) Meerts: Sie kommt nur in Angola vor.[1]
- Chlorophytum palghatense K.M.P.Kumar & Adsul: Sie kommt in Indien vor.[1]
- Chlorophytum parkeri (Baker) Marais & Reilly: Sie kommt in Madagaskar vor.[1]
- Chlorophytum parvulum Chiov.: Sie kommt im nordöstlichen Somalia vor.[1]
- Chlorophytum paucinervatum (Poelln.) Nordal: Sie kommt vom südlichen Tansania bis ins nördliche Mosambik vor.[1]
- Chlorophytum pauciphyllum Oberm.: Diese seltene Art kommt nur in Bergregionen von Nardous bis zu den Cederbergen in der südafrikanischen Provinz Westkap vor.[5]
- Chlorophytum pauper Poelln.: Sie kommt von Sambia bis Botswana vor.[1]
- Chlorophytum pendulum Nordal & Thulin: Sie kommt vom südlichen Äthiopien bis Kenia vor.[1]
- Chlorophytum peralbum Poelln.: Sie kommt in Angola vor.[1]
- Chlorophytum perfoliatum Kativu: Sie kommt vom nördlichen Malawi bis Sambia vor.[1]
- Chlorophytum petraeum Nordal & Thulin: Sie kommt im nordöstlichen Somalia vor.[1]
- Chlorophytum petrophilum K.Krause: Sie kommt vom südlichen Nigeria bis ins westliche Gabun vor.[1]
- Chlorophytum pilosicarinatum (Poelln.) Meerts: Sie kommt von Angola bis zur südlichen Demokratischen Republik Kongo vor.[1]
- Chlorophytum polystachys Baker: Sie kommt im tropischen Afrika vor.[1]
- Chlorophytum pseudocaule Tesfaye & Nordal: Sie kommt im westlichen Äthiopien vor.[1]
- Chlorophytum pterocarpum Nordal & Thulin: Sie kommt in Äthiopien vor.[1]
- Chlorophytum pubiflorum Baker: Sie kommt von Tansania bis ins südliche tropische Afrika vor.[1]
- Chlorophytum pusillum Schweinf. ex Baker: Sie kommt im tropischen Afrika vor.[1]
- Chlorophytum pygmaeum (Weim.) Kativu: Die zwei Unterarten kommen nur im östlichen Simbabwe vor.[1]
  - Chlorophytum pygmaeum (Weim.) Kativu subsp. pygmaeum
  - Chlorophytum pygmaeum subsp. rhodesianum (Rendle) Kativu
- Chlorophytum radula (Baker) Nordal: Diese seltene Art wurde nur einmal 1880 gesammelt und 1999 wiederentdeckt. Sie kommt nur in Tzaneen im Woodbush Granite Grassland in einer Höhenlage von etwa 1900 Metern in der südafrikanischen Provinz Limpopo vor. Es sind nur vier Fundorte bekannt, deshalb wird sie als CR = „Critically“ Endangered = „vom“ Aussterben bedroht bewertet.[5]
- Chlorophytum ramosissimum Nordal & Thulin: Sie kommt vom östlichen Äthiopien bis Somalia vor.[1]
- Chlorophytum rangei (Engl. & K.Krause) Nordal: Sie kommt in Namibia[1] und in südafrikanischen Provinzen Nord- sowie Westkap vor.[5]
- Chlorophytum recurvifolium (Baker) C.Archer & Kativu: Sie kommt von der südlichen Demokratischen Republik Kongo bis ins südliche Afrika[5] vor.[1]
- Chlorophytum reflexibracteatum Poelln.: Sie kommt nur in Tansania vor.[1]
- Chlorophytum rhizopendulum Bjorå & Hemp: Dieser Endemit kommt in Tansania nur am Kilimandscharo vor.[6]
- Chlorophytum rigidum Kunth: Sie kommt nur in der südafrikanischen Provinz Westkap vor.[5]
- Chlorophytum ruahense Engl.: Sie kommt vom südlichen Tansania bis ins nördliche Sambia vor.[1]
- Chlorophytum rubribracteatum (De Wild.) Kativu: Sie kommt von Tansania bis Sambia vor.[1]
- Chlorophytum rutenbergianum Vatke: Sie kommt in Madagaskar vor.[1]
- Chlorophytum saundersiae (Baker) Nordal: Sie kommt in südafrikanischen Provinzen Ostkap sowie KwaZulu-Natal vor.[5]
- Chlorophytum scabrum Baker: Sie kommt in Angola vor.[1]
- Chlorophytum senegalense (Baker) Hepper: Sie kommt vom westlichen tropischen Afrika bis zur Zentralafrikanischen Republik vor.[1]
- Chlorophytum serpens Sebsebe & Nordal: Sie kommt nur im westlichen Äthiopien vor.[1]
- Chlorophytum sharmae Adsul, Lekhak & S.R.Yadav: Sie kommt in Indien vor.[1]
- Chlorophytum sikkimense P.Rai: Sie wurde 2022 aus Sikkim erstbeschrieben.[1]
- Chlorophytum simplex Craib: Sie kommt in Thailand vor.[1]
- Chlorophytum sofiense (H.Perrier) Marais & Reilly: Sie kommt in Madagaskar vor.[1]
- Chlorophytum somaliense Baker: Sie kommt von Äthiopien bis ins nordöstliche Tansania vor.[1]
- Chlorophytum sparsiflorum Baker: Die zwei Varietäten kommen im tropischen Afrika vor:[1]
  - Chlorophytum sparsiflorum Baker var. sparsiflorum
  - Chlorophytum sparsiflorum var. bipindense (Engl. & K.Krause) Bjorå & Nordal
- Chlorophytum sphacelatum (Baker) Kativu: Sie kommt vom Kongogebiet bis Tansania und Namibia vor.[1]
- Chlorophytum sphagnicola Meerts: Sie kommt von Angola bis zur westlichen Demokratischen Republik Kongo vor.[1]
- Chlorophytum staudtii Nordal: Sie kommt in Nigeria, Kamerun und in der Demokratischen Republik Kongo vor.[1]
- Chlorophytum stenopetalum Baker: Sie kommt in 2 Varietäten im tropischen Afrika vor.[1]
  - Chlorophytum stenopetalum var. latifolium (Engl. & K.Krause) Meerts (Syn.: Chlorophytum latifolium Engl. & K.Krause)
  - Chlorophytum stenopetalum var. stenopetalum
- Chlorophytum stolzii (K.Krause) Weim.: Sie kommt vom östlichen Gabun bis Äthiopien und Angola vor.[1]
- Chlorophytum subligulatum H.Perrier: Sie kommt in Madagaskar vor.[1]
- Chlorophytum subpetiolatum (Baker) Kativu: Es gibt seit 2012 zwei Unterarten:[1]
  - Chlorophytum subpetiolatum var. pilosifolium (De Wild.) Meerts (Syn.: Chlorophytum unyikense Engl.) Diese Neukombination erfolgte 2012. Sie kommt von Äthiopien bis zum nördlichen Sambia vor.[1]
  - Chlorophytum subpetiolatum (Baker) Kativu var. subpetiolatum: Sie ist im tropischen Afrika verbreitet.[1]
- Chlorophytum suffruticosum Baker
- Chlorophytum superpositum (Baker) Marais & Reilly
- Chlorophytum sylvestre Bardot-Vaucoulon: Sie kommt in Madagaskar vor.[1]
- Chlorophytum tenerrimum Peter ex Poelln.: Sie kommt vom südöstlichen Kenia bis zum nordöstlichen Tansania vor.[1]
- Chlorophytum tetraphyllum (L. f.) Baker: Sie kommt in Äthiopien, Eritrea und im Jemen vor.[1]
- Chlorophytum tillariense S.R.Yadav & Chandore: Sie wurde 2019 aus Indien erstbeschrieben.[1]
- Chlorophytum tordense Chiov.:  Sie kommt im tropischen Afrika und im Jemen vor.[1]
- Chlorophytum transvaalense (Baker) Kativu: Sie kommt vom östlichen Simbabwe, Mosambik, Swasiland[1] bis zum nördlichen Südafrika in den Provinzen Free State, Gauteng, KwaZulu-Natal, Limpopo, Mpumalanga sowie North West vor.
- Chlorophytum trichophlebium (Baker) Nordal: Sie kommt im nördlichen Südafrika in den Provinzen Gauteng, Limpopo, Mpumalanga sowie North West[5] vor.[5]
- Chlorophytum triflorum (Aiton) Kunth: Sie kommt in Kenia, Uganda, Malawi, Tansania[1] und in der südafrikanischen Provinz Westkap[5] vor.
- Chlorophytum tripedale (Baker) H.Perrier: Sie kommt in Madagaskar vor.[1]
- Chlorophytum tuberosum (Roxb.) Baker: Sie kommt in Afrika und von Sri Lanka über Indien bis Myanmar vor.[1]
- Chlorophytum ustulatum (Welw. ex Baker) Meerts: Sie kommt in Angola vor.[1]
- Chlorophytum velutinum Kativu: Sie kommt in der Demokratischen Republik Kongo, in Malawi und in Sambia vor.[1]
- Chlorophytum vestitum Baker: Es gibt seit 2012 zwei Unterarten:[1]
  - Chlorophytum vestitum subsp. pilosissimum (Engl. & K.Krause) Meerts (Syn.: Chlorophytum pilosissimum Engl. & K.Krause): Sie kommt nur im südlichen Teil der Demokratischen Republik Kongo vor.[1]
  - Chlorophytum vestitum Baker subsp. vestitum: Sie kommt von Tansania bis ins südliche tropische Afrika vor.[1]
- Chlorophytum viridescens Engl.: Sie kommt in Kamerun und im östlichen tropischen Afrika vor.[1]
- Chlorophytum viscosum Kunth: Sie kommt in Namibia[1] und im westlichen Südafrika in den Provinzen Nord- sowie Westkap[5] vor.
- Chlorophytum waibelii K.Krause: Sie kommt nur in Kamerun vor.[1]
- Chlorophytum warneckei (Engl.) Marais & Reilly: Sie kommt in Westafrika und im tropischen Afrika vor.[1]
- Chlorophytum zambiense Bjorå & Nordal: Sie kommt nur in Sambia vor.[1]
- Chlorophytum zavattarii (Cufod.) Nordal: Sie kommt vom südlichen Äthiopien bis ins nördliche Kenia vor.[1]
- Chlorophytum zingiberastrum Nordal & A.D.Poulsen: Sie kommt von Tansania bis ins südliche tropische Afrika vor.[1]

## Nachweise